# Francisco de Rojas Zorrilla
Francisco de Rojas Zorrilla, född den 4 oktober 1607 i Toledo, död den 23 januari 1648 i Madrid, var en spansk hovskald och dramatiker.
Rojas Zorrilla samarbetade med Vélez de Guevara och Mira de Amescua, av vilket samarbete komedin El pleito que tuvo el diabio con el cura de Madrilejos framgick. Rojas Zorrillas två band teaterstycken (1640-45) visar honom som en uppfinningsrik dramatiker, som driver point d’honneur längre än Calderón. I sina bästa dramer, såsom García del Castañar eller Del Rey abajo ninguno (dansk översättning av Albert Richter i Spanske komedier, 1878), lutar Rojas Zorrilla åt kultismen, trots att stilen utmärks av kraft, och i de väl byggda Lo que son mujeres och Entre bobos anda el fuego är dialogen blixtrande kvick. La traición busca el castigo är källan till Lesages Le traître puni, liksom Donde hay gravios no hay celos, y amo criado är originalet till Scarrons Jodelet, ou le maître valet, och Thomas Corneille har öst mycket ur Rojas Zorrilla. Obligados y ofendidos, y gorrón de Salamanca är med sin fyndiga intrig en intresseväckande tidsskildring. Av Rojas Zorrillas många övriga arbeten kan nämnas Los bandos de Verona, No hay ser padre siendo rey, Nuestra Senora de Atocha, No hay amigo para amiga, Sin honra no hay amistad, Pelegra en los remedios, La esmeralda de amor, La mas hildaga hermosura och Don Pedro Miayo. Ett urval av Rojas Zorrillas dramer finns i band 54 av Rivadeneiras "Biblioteca de autores españoles" (1861).